# Im Zentrum
Im Zentrum (der Titel wird vom ORF u. a. kapitalisiert als IM ZENTRUM, seit Moderatorenwechsel im Jahr 2017 auch Im Zentrum mit Claudia Reiterer) war eine österreichische Fernseh-Polit-Talkshow, die 2007 als Nachfolgesendung von Offen gesagt erstausgestrahlt wurde.

## Sendung
Jeden Sonntag wurden Gäste zu politischen Themen eingeladen, die in der Sendung diskutiert wurden. In den ersten Monaten wurde die Sendung von Peter Pelinka, Gabi Waldner und Elmar Oberhauser geführt. Die beiden Letzteren schieden mit Herbst 2007 aus der Sendung aus. 2008 folgte ihnen Ingrid Thurnher, die die Talkshow alternierend mit Pelinka moderierte. Pelinka schied mit Ende 2014 aus.
Von Jänner 2017 bis zur Einstellung der Sendung im Dezember 2024 moderierte Claudia Reiterer als Nachfolgerin von Ingrid Thurnher die Sendung und von 2018 bis 2024 zudem Tarek Leitner als Vertretung für Reiterer.
Zwischen 2007 und 2011 wurde „Im Zentrum“ im obersten Stockwerk des Wiener Haas-Haus produziert, aus Kostengründen wechselte die Sendung ins Foyer des ORF-Zentrums am Küniglberg.
Seit Herbst 2013 wird „Im Zentrum“ aus einem herkömmlichen ORF-Studio gesendet. Von 2011 bis zum Beginn der Corona-Pandemie im März 2020 wurde der Talk vor Studiopublikum ausgestrahlt.
Die letzte Sendung wurde am 15. Dezember 2024 unter dem Titel „Darf man wirklich nichts mehr sagen? Reden wir darüber!“ ausgestrahlt. Die Nachfolgesendung „Das Gespräch“ wird ab Jänner 2025 von Susanne Schnabl sowie als Vertretung von Tobias Pötzelsberger moderiert.

## Einschaltquoten
Nach der Bestellung von Ingrid Thurnher als Chefredakteurin von ORF III übernahm Claudia Reiterer am 15. Jänner 2017 die Moderation von „Im Zentrum“ (462.000 Zuschauer, 20 % MA).
Bereits im Jahr 2017 feierte der Polit-Talk unter Claudia Reiterer mit der Ausgabe „Der ultimative Machtpoker: Was will Sebastian Kurz?“ am 14. Mai die beste Reichweite aller Ausgaben am regulären Sendeplatz (754.000 Zuschauer, 32 % MA) seit dem Sendungsstart 2007.
Meistgesehene Ausgabe von „Im Zentrum“ war jene zum Thema „Ein Jahr Regierung – Die große Konfrontation“ (580.000 Zuschauer, 23 % MA), bei der erstmals die Regierungsspitze und die Chefinnen der drei Oppositionsparteien an einem Tisch zur Live-Diskussion zusammensaßen. Über eine halbe Million Reichweite erzielten auch die Ausgaben zu den Themen Burschenschaften, Asylpolitik als Zerreißprobe Europas und politisches Erbe Jörg Haiders (Jahresschnitt 409.000 Zuschauer, 18 % MA).
Rund um die „Ibiza-Affäre“ erzielte auch „Im Zentrum“ (484.000 Zuschauer, 21 % MA) Rekord-Werte: Am 19. Mai 2019 kam „Skandal, Rücktritte, Neuwahlen – Österreich im Ausnahmezustand!“ auf über 1,1 Mio. Zuschauer, das war der höchste gemessene Wert für alle sonntäglichen Polit-Diskussionen bisher (auch „Offen gesagt“ und „Zur Sache“).
Das große Interesse an vertiefenden Diskussionen insbesondere zur Corona-Pandemie verhalf „Im Zentrum“ zu durchschnittlich über einer halben Mio. Zuschauer pro Ausgabe (22 % MA). Sehr stark genutzt wurden dabei „Gemeinsam gegen das Virus“ (u. a. mit Innen- und Gesundheitsminister) am 15. März (834.000 Zuschauer, 35 % MA) und „Politik und die Qual der Moral: Was bleibt vom Sündenfall Ibiza“ (u. a. mit Heinz-Christian Strache und Peter Filzmaier) zum Jahrestag der Veröffentlichung des „Ibiza-Videos“ (797.000 Zuschauer, 32 % MA).
Im Dezember 2021 erreichte Claudia Reiterer mit „Im Zentrum“ mit 37 % Marktanteil für die Ausgabe „Lockdownfrust und Impfpflichtzwist“ den zweithöchsten Wert für reguläre Ausgaben seit Sendungsstart des Polit-Talks.
Laut der Recherche-Plattform „Addendum“ ist „Im Zentrum“ die Polit-Sendung des ORF mit der größten parteipolitischen Ausgeglichenheit. Das gelte sowohl für das Jahr vor der Wahl 2019 als auch 2017. Im Unterschied zu anderen Polit-Formaten kommen bei „Im Zentrum“ jeden Sonntag vier bis fünf Gäste in die Sendung, was einer besseren parteipolitischen Ausgewogenheit entgegenkommt.
„Im Zentrum“ weist zudem mit rund 37 % (Stand: 2019) den mit Abstand höchsten Frauenanteil auf, im Jahr 2021 wurde diese Marke nochmals übertroffen: von 182 Talk-Gästen waren 48 % Frauen und 52 % Männer.